# Science-Fiction-Jahr 1878
Übersicht

◄◄ | ◄ | 1874 | 1875 | 1876 | 1877 | Science-Fiction-Jahr 1878 | 1879 | 1880 | 1881 | 1882 | ► | ►►

Weitere Ereignisse

## Neuerscheinungen Literatur
| Deutscher Titel            | Deutschsprachiges Erscheinungsjahr | Originaltitel              | Autor         | Anmerkungen |
| -------------------------- | ---------------------------------- | -------------------------- | ------------- | ----------- |
| Die Opfer der Wissenschaft | –                                  | –                          | Julius Stinde |             |
| Ein Kapitän von 15 Jahren  | 1879                               | Un Capitaine de quinze ans | Jules Verne   |             |

## Geboren
- Paul Adler († 1946)
- Martin Atlas
- Gerdt von Bassewitz († 1923)
- Alfred Döblin († 1957)
- Georg Kaiser († 1945)